# 삼지연시
삼지연시(三池淵市)는 량강도에 위치한 시이다. 백두산의 동남부 기슭에 위치한다. 인민위원장은 김형덕, 당 책임비서는 리택수다.

## 지리
백두산의 동남쪽 기슭, 압록강·두만강의 발원지에 위치한다. 북쪽과 서쪽은 중국에 접하고 동쪽에는 대홍단군, 남쪽에는 보천군이 있다.
지리적 천연기념물인 백두산 천지(351호), 삼지연(347호), 리명수폭포(345호)가 위치해 있다.

## 기후
최한월(1월) 평균 기온은 영하 17°C, 최난월(7월) 평균 기온은 17°C 정도로 쾨펜의 기후 구분에 따르면 아극 기후(Dwc)에 해당한다. 한반도에서 가장 추운 지역 중 하나로 잘 알려져 있으며, 최저 기온이 영하 39.7°C를 기록한 적이 있다. 또, 비공식적이지만 고산지대에서 영하 45.1°C, 백두산 일원에서는 영하 54.7°C에 달했다는 기록이 있다. 다만, 전 한반도 기록 상 가장 추운 곳으로 예상되는 백두산 정상부의 최저기온은 기록된 바 없다.
| 삼지연시의 기후                                 | 삼지연시의 기후 | 삼지연시의 기후 | 삼지연시의 기후 | 삼지연시의 기후 | 삼지연시의 기후 | 삼지연시의 기후 | 삼지연시의 기후 | 삼지연시의 기후 | 삼지연시의 기후 | 삼지연시의 기후 | 삼지연시의 기후 | 삼지연시의 기후 | 삼지연시의 기후 |
| 월                                              | 1월             | 2월             | 3월             | 4월             | 5월             | 6월             | 7월             | 8월             | 9월             | 10월            | 11월            | 12월            | 연간            |
| ----------------------------------------------- | --------------- | --------------- | --------------- | --------------- | --------------- | --------------- | --------------- | --------------- | --------------- | --------------- | --------------- | --------------- | --------------- |
| 역대 최고 기온 °C (°F)                          | 5.3 (41.5)      | 12.0 (53.6)     | 14.7 (58.5)     | 24.5 (76.1)     | 32.9 (91.2)     | 29.8 (85.6)     | 32.3 (90.1)     | 34.2 (93.6)     | 29.0 (84.2)     | 23.8 (74.8)     | 18.0 (64.4)     | 10.2 (50.4)     | 34.2 (93.6)     |
| 일평균 최고 기온 °C (°F)                        | −10.2 (13.6)    | −6.7 (19.9)     | −0.9 (30.4)     | 7.8 (46.0)      | 15.4 (59.7)     | 19.8 (67.6)     | 22.6 (72.7)     | 22.0 (71.6)     | 17.1 (62.8)     | 9.8 (49.6)      | −0.8 (30.6)     | −8.6 (16.5)     | 7.3 (45.1)      |
| 일일 평균 기온 °C (°F)                          | −16.9 (1.6)     | −13.7 (7.3)     | −7.2 (19.0)     | 1.5 (34.7)      | 8.5 (47.3)      | 13.2 (55.8)     | 16.8 (62.2)     | 16.1 (61.0)     | 10.0 (50.0)     | 2.6 (36.7)      | −6.6 (20.1)     | −14.5 (5.9)     | 0.8 (33.4)      |
| 일평균 최저 기온 °C (°F)                        | −23.2 (−9.8)    | −20.9 (−5.6)    | −14.7 (5.5)     | −5.1 (22.8)     | 1.8 (35.2)      | 7.0 (44.6)      | 11.7 (53.1)     | 11.0 (51.8)     | 3.3 (37.9)      | −3.9 (25.0)     | −12.4 (9.7)     | −20.5 (−4.9)    | −5.5 (22.1)     |
| 역대 최저 기온 °C (°F)                          | −42.0 (−43.6)   | −42.0 (−43.6)   | −33.6 (−28.5)   | −23.0 (−9.4)    | −9.0 (15.8)     | −3.7 (25.3)     | 0.0 (32.0)      | −3.8 (25.2)     | −11.7 (10.9)    | −25.5 (−13.9)   | −31.4 (−24.5)   | −37.7 (−35.9)   | −42.0 (−43.6)   |
| 평균 강수량 mm (인치)                           | 14.7 (0.58)     | 17.5 (0.69)     | 31.5 (1.24)     | 46.5 (1.83)     | 91.4 (3.60)     | 128.5 (5.06)    | 188.9 (7.44)    | 188.9 (7.44)    | 72.6 (2.86)     | 42.3 (1.67)     | 44.7 (1.76)     | 23.6 (0.93)     | 891.1 (35.08)   |
| 평균 강수일수 (≥ 0.1 mm)                        | 9.4             | 8.7             | 11.8            | 11.3            | 15.0            | 16.9            | 17.0            | 15.5            | 9.0             | 8.7             | 12.3            | 11.9            | 147.5           |
| 평균 강설일수                                   | 14.5            | 12.5            | 16.7            | 12.6            | 4.0             | 0.5             | 0.1             | 0.1             | 0.3             | 6.7             | 16.0            | 17.2            | 101.2           |
| 평균 상대 습도 (%)                              | 76.8            | 72.6            | 69.5            | 66.1            | 68.2            | 78.1            | 84.1            | 84.5            | 77.1            | 69.9            | 75.8            | 78.1            | 75.1            |
| 출처 1: 대한민국 기상청 (평년값, 1991년~2020년) |                 |                 |                 |                 |                 |                 |                 |                 |                 |                 |                 |                 |                 |
| 출처 2: 미국 해양대기청 (극값, 1976년~현재)     |                 |                 |                 |                 |                 |                 |                 |                 |                 |                 |                 |                 |                 |

## 역사
1930년대 말 혜산과 무산을 잇는 갑무경비도로가 개척되면서 삼지연 관광객이 많아졌다.
해방 당시에는 마천령산맥 남서쪽은 혜산군에, 북동쪽은 무산군에 속하였다.
1961년에 량강도 보천군에서 리명수로동자구와 포태리, 함경북도 연사군에서 가동로동자구, 로은산로동자구, 신덕로동자구, 삼상로동자구 및 신흥로동자구를 각각 분리해 삼지연군을 신설했다. 리명수로동자구의 일부를 삼지연읍과 무봉로동자구로 분리하고, 포태리를 포태로동자구로, 신덕로동자구가 5호로동자구로, 가동로동자구를 홍암로동자구로, 로은산로동자구를 대홍단로동자구로 각각 개편하였다.
1967년에 삼상로동자구를 신덕로동자구로 개칭하면서 5호로동자구 일부를 편입하고, 삼지연읍 일부가 신무성로동자구로 분리되었으며, 리명수로동자구의 일부를 소백산로동자구로, 홍암로동자구 일부를 농사로동자구로, 신흥로동자구 일부를 서두로동자구로 각각 분리하였다. 1978년에 5호농장지구(5호로동자구, 신덕로동자구, 서두로동자구, 농사로동자구, 신흥로동자구, 홍암로동자구)와 대홍단로동자구가 대홍단군으로 이관되었다. 1979년에 보천군 통남리, 중흥리, 보서리가 편입되면서 로동자구로 개편하였고, 포태로동자구 일부가 흥계수로동자구로 분리되었다. 1988년에 소백산로동자구가 백두산밀영로동자구로 개칭하였다. 1991년에 리명수로동자구 일부가 5호물동로동자구로 분리되었다.
2019년 12월 삼지연군에서 삼지연시로 승격되었다. 삼지연읍을 폐지하고 광명성동, 베개봉동, 봇나무동, 이깔동으로 나누고, 백두산밀영로동자구를 백두산밀영동으로, 리명수로동자구를 리명수동으로, 5호물동로동자구를 5호물동동으로, 신무성로동자구를 신무성동으로, 포태로동자구를 포태동으로, 무봉로동자구를 무봉동으로 개편하였다.

## 행정구역
10동 6리로 구성되어 있다.
- 광명성동(光明星洞)
- 베개봉동
- 봇나무동
- 이깔동
- 리명수동(鯉明水洞)
- 무봉동(茂峯洞)
- 신무성동(新武城洞)
- 백두산밀영동(白頭山密營洞)
- 포태동(胞胎洞)
- 5호물동동(五號물동洞)
- 흥계수리(興溪水里)
- 중흥리(中興里)
- 보서리(寶西里)
- 통남리(通南里)
- 소백산리(小白山里)
- 백삼리

## 교통

### 항공
삼지연공항은 주로 백두산 관광객의 수송에 이용되며, 2005년에 대한민국이 지원한 피치 8천 톤으로 활주로와 진입로를 보수하였다.

### 철도
혜산에서 삼지연시의 주된 시가지를 지나 삼지연 호수 인근으로 통하는 삼지연선이 있는데 리명수역, 삼지연역, 못가역이 있다.

## 동계 아시안 게임 개최 반납
원래 1996년 동계 아시안 게임은 1995년에 삼지연에서 개최할 예정이었으나, 자연훼손과 환경보호를 이유로 조선민주주의인민공화국이 개최권을 반납하였다. 결국 해당 대회는 중국 하얼빈에서 개최되었고, 조선민주주의인민공화국은 그 대회에 불참하였다.

## 같이 보기
- 조선민주주의인민공화국의 인구순 도시 목록
- 조선민주주의인민공화국의 지리